# Сенява (гмина)

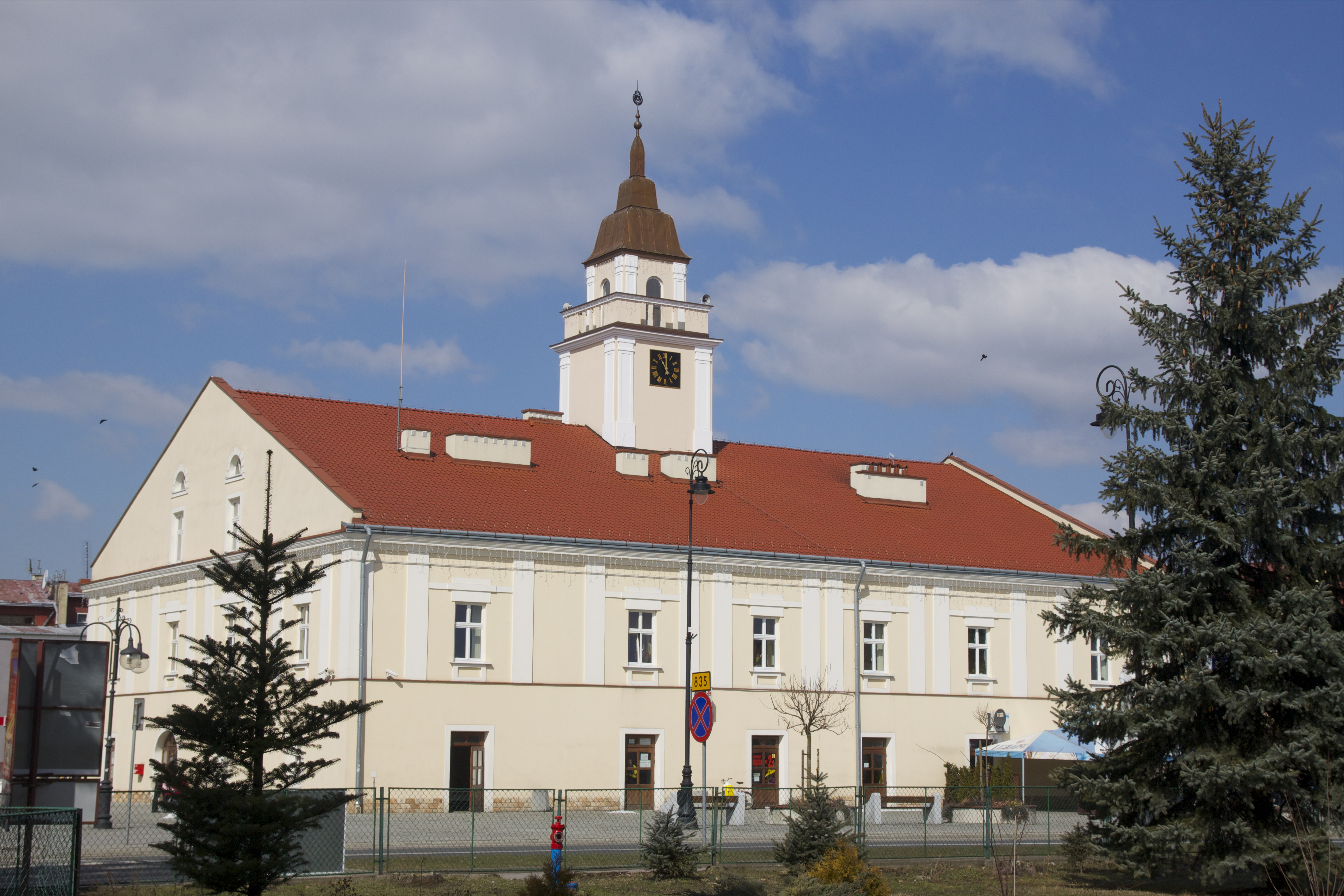
Ратуша

Сенява (пол. Sieniawa) — городско-сельская гмина (волость) в Польше, входит как административная единица в Пшеворский повет, Подкарпатское воеводство. Население — 6852 человека (на 2004 год).

## Демография
| Перепись                       | Всего   | Всего | Женщины | Женщины | Мужчины | Мужчины |
| ------------------------------ | ------- | ----- | ------- | ------- | ------- | ------- |
| Единицы                        | человек | %     | человек | %       | человек | %       |
| Население                      | 6852    | 100   | 3412    | 49,8    | 3440    | 50,2    |
| Плотность населения (чел./км²) | 53,8    | 53,8  | 26,8    | 26,8    | 27      | 27      |

## Соседние гмины
1. Гмина Адамувка
2. Гмина Ярослав
3. Гмина Лежайск
4. Гмина Трыньча
5. Гмина Вёнзовница